# Svarta måndagen
Svarta måndagen (engelska: Black Monday) kallas börskraschen som ägde rum måndagen den 19 oktober 1987, då världens börser föll dramatiskt. Bland annat föll det amerikanska aktieindexet Dow Jones Industrial Average (DJIA) med 22,61 procent, vilket var det största börsraset på en enskild dag.

## Världen
I slutet av oktober hade bland annat börskurserna i Hongkong gått ned med 45,8, Australien 41,8, Storbritannien 26,4, USA 22,68 och Kanada 22,5 procent.[källa behövs]

## Sverige
Stockholmsbörsen gick ned med över 8 procent och 6 procent dagen efter, och tappade på ett par veckor 40 procent av sitt värde.

## Analys
Medan många banker i bland annat USA fick stora problem i samband med börskraschen 1929, klarade sig det finansiella systemet ganska bra i samband med fallet 1987; börsen slutade på plus vid årets slut. Sambandet mellan kraftig börsnedgång och hur den påverkar det finansiella systemet beskriver hur allvarliga konsekvenserna blir för den reala ekonomin. Den svarta måndagen 1987 fick därför inte lika bestående effekter på ekonomierna som Svarta torsdagen, 24 oktober 1929.